# Ракун
Ракун, єно́т, також полоску́н (Procyon) — рід нічних ссавців родини ракунових (Procyonidae), поширений на американському континенті від півдня Канади до Уругваю. Склад роду — 3 сучасні види. Скам'янілості четвертого виду Procyon rexroadensis знайдені з бланкану Канзасу й Техасу.

## Опис
Довжина голови й тіла: 415–600 мм, довжина хвоста: 200–405 мм, висота в плечах: 228–304 мм. Вага зазвичай 2–12 кг, самці зазвичай більші й північніші тварини більші за південніших. Загальне забарвлення є від сірого до майже чорного іноді з коричневим або червоним відтінком. Є 5–10 смуг на досить добре вкритому шерстю хвості й чорна «бандитська маска» на обличчі. Задня частина голови широка, мордочка гостра. Пальці передніх кінцівок досить довгі й можуть бути широко розставлені. Пальці не перетинчасті, кігті невтяжні. Самиці мають 4 пари молочних залоз.

## Поведінка
Ракуни як правило селяться поблизу води. Вони добре плавають і лазять по деревах. Це переважно нічні тварини. Житло, як правило, ракун влаштовує в порожнині дерева з входом більше 3 метрів над землею. Також житло може розміщуватися в кам'яній ущелині, пні, норі зробленій іншою твариною або в людській споруді. За винятком суворих зим і самиць із новонародженими кожну нору ракун займає лише один–два дні. Відстань між норами становить кілька сотень метрів. Ракун не впадає в зимову сплячку. У південних ареалах ракуни активні протягом року. На півночі вони можуть залишатися в норі значну частину зими, але з'являються за потепління. У стані зимового сну серцебиття не зменшується, температура тіла перевищує 35°С, а швидкість метаболізму залишається високою. Вони живуть переважно з жирових резервів, накопичених минулим і літом і можуть втратити до 50% ваги. Їжу ракун здебільшого бере передніми лапами й кладе до рота. Всеїдна дієта складається головним чином з раків, крабів, інших членистоногих, жаб, риби, горіхів, насіння, жолудів, ягід.

## Різноманіття назв
Етимологія латинської назви роду: дав.-гр. κύων — «пес», дав.-гр. πρό — «перед, до».
Назва «єнот», вживана в більшості українських наукових джерел, походить від назви іншої тварини, генети — африканського хижака з групи Viverra getetta. Генети були відомі в Європі за генетовим хутром), назва якого поступово трансформувалася у «єнота»: «генета» → «генот» → «єнот». Довгий час американських єнотів за певну схожість хутра і розмірів з африканськими та південноєвропейськими «єнотами» (віверами) відносили до Віверових). Проте, ракуни-єноти виявилися представниками іншого роду та іншої родини, аніж генети, назва «єнот» за якими в українській мові не закріпилася[джерело?].
За однією з версій, завдяки ще одній особливості ракунів — смугастому хвосту, їх (чи, точніше, один із видів роду Procyon) прозвали «полоскунами» (від рос. «полосатий» = смугастий)[джерело?], але більш імовірним виглядає пояснення цієї назви їхньою звичкою «полоскати» свою здобич у воді — на що вказує також і видова латинська назва Procyon lotor[джерело?].
В Україні та низці інших країн «єнотом» також називають інший вид — єнота уссурійського (Nyctereutes procyonoides).
Ще одна назва, ракун, походить від англ. raccoon, запозиченого з мови поухатан (однієї з алгонкінських мов), де звучала як aroughcun чи aroughcoune.
У давніших словниках можна натрапити також на слово «янот» (стосовно групи тварин або їхнього хутра), які можуть стосуватися ракунів, генет чи єнотів.

## Склад роду
Найпоширенішими видом роду Procyon є ракун звичайний, відомий також як «полоскун» (Procyon lotor), який є одним з трьох видів цього роду, поширеним у помірних широтах.
Інші види єнотів зустрічаються тільки у тропіках і значно менш відомі.
Наприклад, ракун ракоїд (Procyon cancrivorus) водиться у Південній Америці, від Коста-Рики до північної Аргентини. Він менший за ракуна звичайного, відрізняється подовженим тілом, гладеньким коротким хутром, непухнастим хвостом.
Декілька ракунів, а саме, Ракун барбадоський, Procyon gloveralleni (Nelson & Goldman, 1930), Ракун Насау Procyon maynardi (Bangs, 1898), Ракун гваделупський, Procyon minor (Miller, 1911) і Ракун Трес Маріас, Procyon insularis (Merriam, 1898) раніше вважалися окремими підвидами, тепер же підвидами Ракуна звичайного.

## Таксономія
рід Procyon — Ракун
- підрід Procyon (Storr, 1780)
  - вид Procyon lotor — ракун звичайний, єнот-полоскун
    - підвид Procyon lotor gloveralleni — ракун барбадоський
    - підвид Procyon lotor insularis — ракун Трес Маріас
    - підвид Procyon lotor maynardi — ракун Насау
    - підвид Procyon lotor minor — ракун гваделупський

  - вид Procyon pygmaeus — ракун пігмейський
- підрід Euprocyon (Gray, 1865)
  - вид Procyon cancrivorus — ракун ракоїд, єнот-ракоїд